# جورج إتش ماكمانوس
جورج إتش ماكمانوس (بالإنجليزية: George Henry McManus)‏ هو ضابط أمريكي، ولد في 23 ديسمبر 1867 في هدسون في الولايات المتحدة، وتوفي في 8 أغسطس 1954 في سان فرانسيسكو في الولايات المتحدة.